# Ezio Pinza
Ezio Fortunato Pinza (Roma (Itàlia), 18 de maig, 1892 - Stamford, Connecticut (Estats Units), 9 de maig, 1957), va ser un cantant d'òpera italià. Pinza posseïa una veu rica, suau i sonora, amb una flexibilitat inusual per a un baix. Va passar 22 temporades a l'Metropolitan Opera House de Nova York, apareixent en més de 750 representacions de 50 òperes. A l'Òpera de San Francisco, Pinza va cantar 26 papers durant 20 temporades de 1927 a 1948. Pinza també va cantar amb gran aclamació a La Scala, Milà i a la Royal Opera House, Covent Garden, Londres.
Després de retirar-se de l'Òpera Metropolitana el 1948, Pinza va gaudir d'una nova carrera a Broadway en el teatre musical, sobretot al South Pacífic, on va crear el paper d'Emile de Becque. Va tenir menys èxit en les seves aparicions a pel·lícules de Hollywood.

## Biografia
Ezio Fortunato Pinza va néixer en circumstàncies modestes a Roma el 1892. El setè fill dels seus pares, va ser el primer a viure més enllà de la infància. Pinza va créixer a la costa est d'Itàlia, a l'antiga ciutat de Ravenna. Va estudiar cant al Conservatori Giovanni Battista Martini de Bolonya, i va debutar a l'òpera als 22 anys el 1914, com Oroveso a l'òpera de Bellini Norma a Cremona.
De jove, Pinza era un devot de les curses de bicicletes. "Tot i que en aquell moment no ho sabia", va dir a un entrevistador anys més tard, "estava desenvolupant el poder pulmonar que ara fa que la gent escolti la meva veu fins i tot a la fila superior de la galeria de cacauets". També es va comprometre, quatre anys de servei militar durant la Primera Guerra Mundial, abans de reprendre la seva carrera operística a Roma el 1919. Aleshores va ser convidat a cantar al teatre d'òpera més important d'Itàlia, La Scala, a Milà, i va fer el seu debut allà el febrer de 1922. A La Scala, sota la direcció del brillant i exigent director principal Arturo Toscanini, la carrera de Pinza va florir al llarg de les següents temporades. Es va convertir en un popular favorit de la crítica i del públic per l'alta qualitat del seu cant i l'atractiu de la seva presència escènica.
Encara que va assistir al Conservatori de Bolonya, Pinza mai va aprendre a llegir música; va aprendre tota la seva música d'oïda. Escoltava la seva part interpretada al piano i després la cantava amb precisió. Pinza va succeir als grans baixos italians Francesco Navarini i Vittorio Arimondi, tots dos van gaudir de carreres operístiques internacionals a finals del segle XIX i principis del XX, i Nazzareno De Angelis, que va arribar a l'escena a principis del segle xx. Un altre dels seus eminents predecessors en el repertori operístic italià va ser l'espanyol José Mardones, que havia aparegut habitualment amb les companyies d'òpera de Boston i Metropolitan entre 1909 i 1926. Tancredi Pasero, la veu vibrant del qual sonava notablement semblant a la de Pinza, era el seu principal rival contemporani entre Baixos d'origen italià. Pasero, però, no tenia l'aspecte bonic i la personalitat magnètica de Pinza.

## Èxit operístic
El debut de Pinza a l'Òpera Metropolitana es va produir el novembre de 1926 a La Vestale de Gaspare Spontini, amb la famosa soprano nord-americana Rosa Ponselle en el paper principal. L'any 1929 va cantar Don Giovanni, un paper amb el qual després s'identificarà estretament. Posteriorment va afegir al seu repertori els papers de Mozart Fígaro (el 1940) i Sarastro (el 1942), un gran nombre de papers operístics italians de Bellini, Donizetti i Verdi, i Boris Godunov de Mussorgski (cantat en italià). A part del Met, Pinza va aparèixer a la Royal Opera House, Covent Garden, entre 1930 i 1939, i va ser convidat a cantar al Festival de Salzburg entre 1934 i 1937 pel famós director alemany Bruno Walter.
Pinza va tornar a cantar sota la batuta de Toscanini l'any 1935, aquesta vegada amb l'Orquestra Filharmònica de Nova York, com a solista de baix en les interpretacions de la Missa Solemnis de Beethoven. Una d'aquestes actuacions va ser emesa per CBS i conservada en discos de transcripció; aquesta gravació s'ha publicat en LP i CD. També va cantar a l'actuació de l'Orquestra Simfònica de la NBC del 6 de febrer de 1938 amb Toscanini, Simfonia núm. 9 de Beethoven. Aquestes actuacions van tenir lloc al Carnegie Hall. L'octubre de 1947, va interpretar el paper de Méphistophélès al Faust de Charles Gounod al costat de la seva filla, la soprano Claudia Pinza Bozzolla, com a Marguerite a l'Òpera de San Francisco.
Pinza va renunciar a la Metropolitan Opera l'any 1948. Durant el seu apogeu, havia cantat al costat de molts cantants famosos del Met, entre d'altres, estrelles internacionals com Amelita Galli-Curci, Rosa Ponselle, Elisabeth Rethberg, Maria Jeritza, Giovanni Martinelli, Beniamino Gigli, Lawrence Tibbett i Giuseppe De Luca. La Metropolitan Opera va honrar a Pinza dedicant-li totes les fonts d'aigua de la nova Metropolitan Opera House (Lincoln Center). Abans de retirar-se de l'òpera, el seu repertori constava d'uns 95 papers.

## Arrest i detenció per part de l'FBI
El març de 1942, l'FBI va arrestar a Pinza a la seva casa de Nova York i el va detenir injustament durant gairebé tres mesos a Ellis Island amb centenars d'altres italoamericans que eren sospitosos de donar suport a l'Eix. Norman Cordon, un company de baix a la Metropolitan Opera que era considerat un dels rivals de Pinza, va presumir en privat d'haver informat a l'FBI que Pinza era un simpatitzant feixista. En el moment del seu arrest i detenció, Pinza estava a només quatre mesos per obtenir la ciutadania nord-americana. L'incident va ser extremadament traumàtic per a Pinza, i va patir períodes de depressió severa durant anys després. Malgrat això, poc després del alliberament de Pinza, Pinza i Cordon van actuar junts en una producció del Met de Don Giovanni, amb Pinza en el paper principal i Cordon com el Comendatore.

## Anys posteriors i mort
Després del seu comiat del Met, Pinza es va embarcar en una segona carrera als musicals de Broadway. L'abril de 1949, va aparèixer a South Pacific de Rodgers i Hammerstein, interpretant el paper del planter francès Emile de Becque. La seva interpretació molt expressiva de l'èxit de la cançó "Some Enchanted Evening" va fer de Pinza un ídol matinal i una celebritat nacional. El 1950, va rebre un premi Tony al millor actor principal en un musical.
Pinza es va convertir en membre del "Westchester Country Club a Rye", Nova York, i va viure en una casa adjacent al cinquè forat de golf del South Course. El 1953, va tenir la seva pròpia comèdia de situació NBC de curta durada a la televisió, Bonino. El 1954, va aparèixer a la producció de Broadway de Fanny al costat de Florence Henderson. El 28 de març de 1954, Pinza i Henderson van ser presentats a l'especial de televisió General Foods 25th Anniversary Show: A Salute to Rodgers and Hammerstein que es va emetre a les quatre cadenes de televisió nord-americanes de l'època.
La salut de Pinza va començar a decaure a mitjans dels anys cinquanta; una sèrie d'atacs cardíacs van precipitar un ictus l'1 de maig de 1957. Pinza va morir durant el son d'un atac de cor el 9 de maig, als 64 anys a Stamford, Connecticut. El seu funeral es va celebrar a la catedral de Sant Joan el Diví a la ciutat de Nova York. Està enterrat al cementiri de Putnam, a Greenwich, Connecticut. Poc abans de la seva mort, Pinza va completar les seves memòries, que van ser publicades el 1958 per Rinehart & Company. Al llibre es van incloure fotos fetes durant la seva carrera, així com imatges de la seva família.

## Vida personal
Pinza es va casar dues vegades. Amb la seva primera dona, Augusta Cassinelli, va tenir una filla, Claudia Pinza Bozzolla, que es va convertir en una famosa cantant d'òpera, professora de cant i directora. Després de divorciar-se de Cassinelli, el 1940 es va casar amb Doris Leak, descrita a The New York Times com "membre del cos de ballet del Metropolitan Opera". Van tenir tres fills: Clelia, Pietro i Gloria. La filla de Clelia, la periodista Sarah Goodyear, va escriure sobre les lluites del seu pare durant la guerra a The Village Voice l'any 2000.

## Pel·lícules i televisió
Pinza va aparèixer en diverses pel·lícules, començant pel Carnegie Hall de 1947, que va comptar amb una sèrie de cantants, músics, directors d'orquestra clàssics i l'Orquestra Filharmònica de Nova York. Va rebre un contracte de pel·lícula de Metro-Goldwyn-Mayer i va aparèixer a Mr. Imperium amb Lana Turner i Strictly Dishonorable, tots dos estrenats el 1951; MGM va cancel·lar el seu contracte després que les dues pel·lícules van resultar ser grans fracassos de taquilla. La seva última aparició a la pantalla gran va ser a la pel·lícula Twentieth Century-Fox Tonight We Sing (1953), interpretant el famós baix rus Feodor Chaliapin en una biografia cinematogràfica de l'empresari Sol Hurok. En aquesta pel·lícula, Pinza canta una part de Boris Godunov de Mussorgski en rus original. Un enregistrament de Pinza cantant "Anema e core" s'escolta a la pel·lícula The Blues Brothers (1980), tocant en un fonògraf a l'escena on Jake i Elwood visiten la patrona, la senyora Tarantino.
Pinza va acollir The RCA Victor Show durant 1951–52, que durant un temps es va alternar amb The RCA Victor Show Starring Dennis Day, més tard anomenat The Dennis Day Show. El 1953, va protagonitzar la comèdia de situació de la NBC Bonino. Pinza va continuar fent aparicions a la televisió nord-americana fins a 1955.

## Enregistraments
Pinza va gravar àmpliament per a The Gramophone Company/EMI i Victor Talking Machine Company/RCA Victor durant el seu apogeu als anys 20 i 30. Aquests discos de 78 rpm estan formats principalment per àries operístiques individuals i algunes peces de conjunt (a més d'un Rèquiem de Verdi complet dirigit per Carlo Sabajno el 1927, i un altre amb Tullio Serafin el 1939). Són apreciats tant pels crítics musicals com pels oients en general per l'excepcional bellesa de la veu i l'excel·lent musicalitat que Pinza mostra en ells. La majoria d'ells es van reeditar en LP, i avui estan disponibles en moltes reedicions de CD.
Pinza encara estava fent enregistraments operístics als anys 50, tot i que la seva veu estava ara en declivi evident. A mitjans de la dècada de 1940, havia gravat per a Columbia Records. De tant en tant va gravar cançons populars i va aparèixer a l'enregistrament original més venut de Columbia de South Pacific amb Mary Martin. Pinza va tornar a RCA Victor a principis de la dècada de 1950 i va gravar diverses àries d'òpera i cançons populars. Pinza també es pot escoltar a l'àlbum de repartiment original de Fanny de RCA Victor, gravat el 1954.